# Prescott (Arkansas)
Prescott – miasto w Stanach Zjednoczonych, w stanie Arkansas, siedziba administracyjna hrabstwa Nevada.